# 塞維科斯
19°0′0″N 69°58′48″W / 19.00000°N 69.98000°W
塞維科斯（西班牙語：Cevicos），是多明尼加共和國的城鎮，位於該國中部，由桑切斯·拉米斯省負責管轄，面積305.64平方公里，2012年人口12,589，人口密度每平方公里41人。